# Synclera
Synclera is een geslacht van vlinders uit de familie van de grasmotten (Crambidae), uit de onderfamilie van de Spilomelinae. De wetenschappelijke naam van dit geslacht is voor het eerst voorgesteld door Julius Lederer in een publicatie uit 1863.

## Soorten
- S. achatinalis (Guenée, 1862)
- S. chlorophasma (Butler, 1878)
- S. danalis Hampson, 1893
- S. fifensis Seizmair, 2023
- S. himachalensis Pajni & Rose, 1978
- S. interruptalis Amsel, 1950
- S. jarbusalis (Walker, 1859)
- S. nigropenultimalis Kirti, 1993
- S. retractilinea (Hampson, 1917)
- S. rotundalis Hampson, 1893
- S. seychellensis J. C. Shaffer & Munroe, 2007
- S. stramineatis Kirti, 1993
- S. subtessellalis (Walker, 1866)
- S. tibialis Moore, 1888
- S. traducalis (Zeller, 1852)
- S. univocalis (Walker, 1859)